# Нацисти в центрі Землі
«Нацисти в центрі Землі» (англ. Nazis at the Center of the Earth) — американський фантастичний бойовик студії-продюсера The Asylum, що вийшов для домашнього показу 24 квітня 2012 р. на дисках Blu-ray і DVD. Головні ролі виконували Домінік Суейн і Джейк Б'юзі. Британський реліз відомий під назвою Кривавий шторм (англ. Bloodstorm). Фільм за сюжетом схожий з х/ф Залізне небо. 

## Сюжет
Група дослідників в Антарктиці викрадається солдатами в противогазах, які носять смугасту свастику на руках, їх приводять у приховане середовище в центрі Землі. Виявляється, що доктор Йозеф Менгеле і група нацистських солдатів, які вижили, готують вторгнення на Землю, щоб створити Четвертий Рейх.

## Ролі
- Домінік Суейн — Пейдж Морган
- Джейк Б'юзі — Адріан Райстед
- Джошуа Майкл Аллен — Лукас Мосс
- Крістофер Карл Джонсон — доктор Йозеф Менгеле
- Тревор Куна — Брайан Моак
- Адам Бурч — Марк Мейнард
- Марія Паллас — Ангела Магліароса
- Джеймс Максвелл Янг — Адольф Гітлер

## Виробництво
Лоусон прочитав сценарій й усвідомив себе як режисера восени 2011 р. Робота над фільмом зайняла менше чотирьох місяців. Виробництво розпочалося в листопаді 2011-го.
Місця знімання включали Willow Studios в Лос-Анджелесі (метро у нацистському бункері і Nifleheim Station), ранчо Blue Cloud у Валенсії (нічні сцени війни та підземної печери), Asylum Studios (коридори, лабораторії, медичні кабінети).
Режисер Джозеф Дж. Лоусон у ролі візуального впливу вказав наступних осіб: Стівен Спілберг, Пітер Джексон, Сем Реймі, Джон Карпентер, Джон Лендіс, Девід Лін, Джей Джей Абрамс і Роберт Родрігес.

## Критика
На сайті IMD рейтинг фільму становить 3.2/10.